# 대한민국 형사소송법 제61조
대한민국 형사소송법 제61조는 우체에 부치는 송달에 대한 형사소송법의 조문이다.

## 조문
제61조(우체에 부치는 송달) ① 주거, 사무소 또는 송달영수인의 선임을 신고하여야 할 자가 그 신고를 하지 아니하는 때에는 법원사무관등은 서류를 우체에 부치거나 기타 적당한 방법에 의하여 송달할 수 있다. <개정 2007.6.1>
②서류를 우체에 부친 경우에는 도달된 때에 송달된 것으로 간주한다.

## 참고 문헌
- 손동권 신이철, 새로운 형사소송법(초판, 2013), 세창, 2013. ISBN 9788984114081